# Fernando de Jesús Larrea
Fray Fernando de Jesús Larrea (Quito, 1700-Santiago de Cali, 3 de noviembre de 1773) fue un padre y misionero franciscano.
En la actualidad es recordado como el autor original de la novena de aguinaldos que se reza en Colombia, Ecuador y Venezuela en los días previos a la Navidad.

## Familia y ordenación
Fernando de Jesús fue hijo de Juan Dionisio de Larrea Zurbano y Tomasa Dávalos. Su padre fue caballero de la Orden de Calatrava y oidor de las Reales Audiencias de Santafé y de Quito.
A los 16 años Fernando de Jesús ingresó al convento de la Recolección de San Diego de Quito, de la Orden Franciscana. En 1725 fue ordenado sacerdote de la misma orden.

## Actividad misionera
En 1732, para las fiestas de la Virgen del Quinche en Quito, Larrea inició su carrera como predicador de misiones populares. Su carrera misionera se desarrolló principalmente entre 1742 y 1770 en el Valle del Cauca, Cundinamarca, Boyacá, Santander y Tolima.
En 1739 llega a Popayán a evitalizar el convento de misiones que transformare en el Colegio de Propaganda Fide.
En 1757 funda el Colegio de Misiones de San Joaquín de Cali, hoy conocido como el Convento de San Francisco. Allí murió en 1773 y en este convento reposan sus restos.

## Obras
- Novena para el aguinaldo (1743, reimpresa en 1987), versión original de la Novena de aguinaldos que se reza en Colombia, Ecuador y Venezuela.

### Obras atribuidas o disputadas
- El villancico Dulce Jesús Mío, atribuido también por el padre franciscano Manuel Almeida.
- Es totalmente comprobado su autoría del villancico “Dulce Jesús Mío”, conforme lo prueban las antiguas publicaciones de su Novena Los Aguinaldos.
- La confusión se da, por otras antiguas publicaciones llamadas Villancicos Franciscanos, en las que consta que es también autor de los villancicos: “Claveles y Rosas” y el “Desde el Alto Cielo”.  En los referidos Villancicos Franciscanos, hay otros cuyo autor es Fray Manuel Almeida.
- Vocabulario general de los indios del Putumayo y Caquetá (atribuida por Manuel Juménez de la Espada[1])